# Додж, Мэри Эбигейл
Мэри Эбигейл Додж (англ. Mary Abigail Dodge; 31 марта 1833, Гамильтон, Массачусетс — 17 августа 1896) — американская поэтесса, писательница-публицист и педагог; писала под псевдонимом «Гейл Гамильтон» (англ. Gail Hamilton). Её произведения известны своим остроумием и пропагандой равенства образования для женщин, их избирательных и прочих прав и занятий, кроме того Додж являлась убеждённой аболиционисткой.

## Биография
Мэри Эбигейл Додж родилась 31 марта 1833 года на ферме близ города Гамильтон в штате Массачусетс в Соединённых Штатах Америки; седьмой ребёнок Ханны и Джеймса Доджей. 

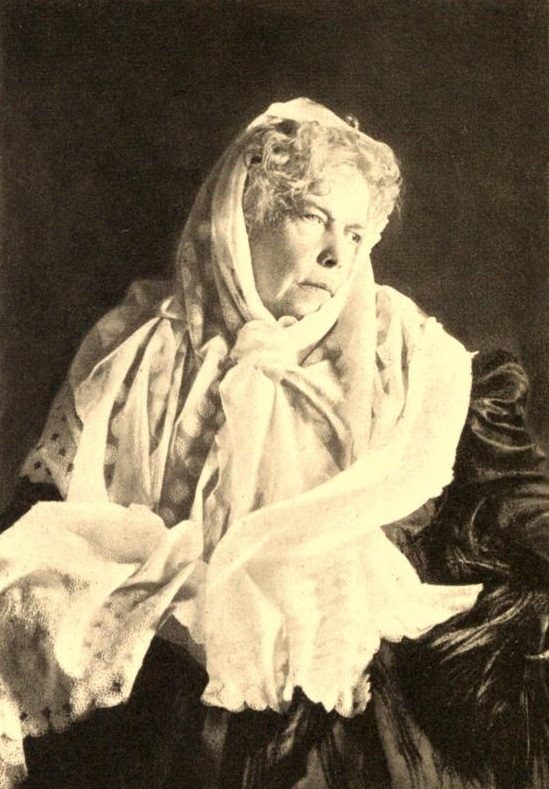
Гейл Гамильтон; 1895

В результате несчастного случая в детстве она ослепла на один глаз. В двенадцать лет её отправили в школу-интернат в Кембридж (штат Массачусетс), прежде чем она поступила в женскую семинарию города Ипсуича, где в 1850 году получила диплом о высшем образовании.
М. Э. Додж не сразу покинула альма-матер, а стала там преподавательницей физики и отдала этой работе четыре года, пока не получила должность в Хартфордской женской семинарии. Однако ей не нравилась эта работа и Мэри Эбигейл Додж решила посвятить себя литературе и начала писать стихотворения.
Редактор Гамалиел Бейли (1807–1859) ознакомился с произведениями Додж в 1856 году, а к 1858 году она переехала в Вашингтон (округ Колумбия), чтобы работать гувернанткой его детей. Одновременно она отправляла свои публикации против рабства в периодические печатные издания США. Однако она не любила внимания и выбрала псевдоним «Гейл Гамильтон», соединив последнюю часть своего второго имени с местом своего рождения. Среди её работ были политические комментарии, что сделало её одной из первых женщин политобозревателей в американской столице. Её эссе были известны своей резкой риторикой по отношению к мужчинам.
В 1860 году, вскоре после смерти Бейли, Мэри Эбигейл Додж вернулась в свой родной город и сотрудничала с литературным журналом «The Atlantic». Её отец умер в 1864 году, и она поддерживала свою мать, пока и она не умерла в 1868 году. К 1871 году она вернулась в Вашингтон, чтобы жить с семьей Джеймса Гиллеспи Блейна, который был женат на её двоюродной сестре Гарриет Стэнвуд Блейн, но летом снова вернулась в Гамильтон.
Во время работы над биографией Джеймса Блейна у неё случился инсульт, в результате чего она впала в кому, которая длилась несколько недель. Затем она вернулась в Гамильтон, где 17 августа 1896 года умерла от кровоизлияния в мозг.
Тонкая наблюдательность, меткая сатира — отличительные черты сочинений Мэри Эбигейл Додж, принесшие ей большую популярность среди читателей.

## Библиография

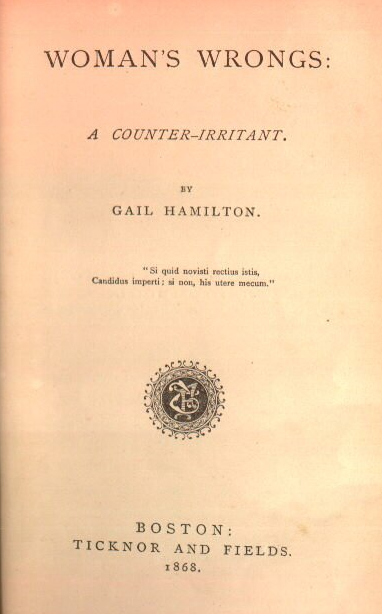
Mary Abigail Dodge. Woman’s Wrongs: A Counter-irritant (1868)